# تي في لاند
تي في لاند (بالإنجليزية: TV Land) قناة تلفزيونية أمريكية. تملكها مجموعة فياكوم للترفية والموسيقى، التابعة لشبكة فياكوم الترفيهية إحدى شركات فياكوم. تبُثّ برامج تلفزيونية كلاسيكية وحديثة وبعض الأفلام. تأسست في 29 أبريل، 1996، مقرها في مدينة نيويورك.
اعتباراً من يوليو، 2015، — ما يقارب 91,432 مليون أسرة في الولايات المتحدة أي (78.5% من الأسر التي تمتلك تلفاز) يتلقون بثّ قناة "TV Land".

## برامج القناة

### برامج أصلية
- أصغر (منذ 31 مارس، 2015)[2]
- برنامج جيم غافيغان (15 يوليو، 2015)
- إمباستور (15 يوليو، 2015)
- معلمون (13 يناير، 2016)
- لوبيز (30 مارس، 2016)[1]

## وصلات خارجية
- الموقع الرسمي